# Josiane Tito
Josiane da Silva Tito (sinh ngày 8 tháng 8 năm 1979 tại Rio de Janeiro) là vận động viên chạy nước rút và chạy đường dài người Brazil.

## Sự nghiệp
Cô xác lập kỷ lục ca nhân 2:01,28 cho nội dung 800 mét tại Thế vận hội Pan American 2007. Tito tham gia đội tuyển điền nước rút quốc giacho cuộc tiếp sức 4 × 400 m tại Thế vận hội Mùa hè 2004 ở Athens.
Tại Thế vận hội Mùa hè 2008 ở Bắc Kinh, Tito cùng đồng đội là Lucimar Teodoro, Maria Laura Almirão và Emmily Pinheiro tham gia chạy tiếp sức nội dung 4 × 400 m nữ,. Cô chạy chặng thứ hai, với thời gian cá nhân là 52,60 giây. Tito và nhóm của cô hoàn thành chạy tiếp sức ở vị trí thứ sáu, tổng thời gian 3: 30.10, không lọt vào trận chung kết.
Vài ngày trước Giải vô địch thế giới IAAF năm 2009 tại Berlin, Tito nằm trong số năm vận động viên người Brazil bị phát hiện sử dụng chất cấm Erythropoietin. IAAF ra án phạt treo giò hai năm, khiến cô không đủ điều kiện để cạnh tranh cho các sự kiện quốc tế khác, bao gồm giải vô địch thế giới và giải thể thao quốc gia.

## Thành tích
| Năm                 | Giải đấu                           | Địa điểm            | Thứ hạng            | Nội dung            | Chú thích           |
| Representing Brasil | Representing Brasil                | Representing Brasil | Representing Brasil | Representing Brasil | Representing Brasil |
| ------------------- | ---------------------------------- | ------------------- | ------------------- | ------------------- | ------------------- |
| 1994                | South American Youth Championships | Cochabamba, Bolivia | 2nd                 | 400 m               | 57.71 s A           |
| 1994                | South American Youth Championships | Cochabamba, Bolivia | 1st                 | 4 × 400 m relay     | 3:53.14 min A       |
| 1998                | World Junior Championships         | Annecy, Pháp        | 6th                 | 800m                | 2:07.52             |